# ألفين برونسون
ألفين برونسون (بالإنجليزية: Alvin Bronson)‏ (و. 1783 – 1881 م)هو سياسي من الولايات المتحدة الأمريكية .
وهو عضو في الحزب الديمقراطي الأمريكي .